# Musculus abductor digiti minimi pedis
De musculus abductor digiti minimi pedis of kleineteenabductor is een spier in de voet die de kleine teen naar buiten kan buigen. De functie is vergelijkbaar met de vrijwel gelijknamige spier in de hand, de musculus abductor digiti minimi manus.